# 4340 Dence
Dence (asteróide 4340) é um asteróide da cintura principal, a 1,8371113 UA. Possui uma excentricidade de 0,2324005 e um período orbital de 1 352,38 dias (3,7 anos).
Dence tem uma velocidade orbital média de 19,25273226 km/s e uma inclinação de 25,1865º.
Este asteróide foi descoberto em 4 de Maio de 1986 por Carolyn Shoemaker.